# Joanna Storm
Joanna Storm (San Diego, California; 23 de agosto de 1958) es una ex actriz pornográfica estadounidense.

## Biografía
Joanna Storm nació en la ciudad de San Diego, en California, en agosto de 1958. Storm fue criada por unos padres adoptivos, que la acogieron cuando ella tenía cuatro días de vida. Su madre adoptiva falleció cuando Joanna tenía cinco años. A los 13 años abandonó el hogar familiar debido a discrepancias con su padre adoptivo. En esa situación, viviendo en la calle, Storm se ganó la vida trabajando como camello. Se llegó a casar con quince años con un hombre que era dos años mayor que ella; si bien se separaron pronto.
Posterior a su divorcio, Joanna Storm trabajó como bailarian erótica y estríper en ciudades como Houston (Texas), Nueva York, en Alaska o Las Vegas. En el año 1982 conoció a la actriz pornográfica Samantha Fox, quien la ayudó a entrar en la industria pornográfica. Debutó ese año, a los 24 años, siendo su primera película All American Girls.
Como actriz trabajó para estudios como Score, VCA Pictures, Caballero, Arrow Productions, Cal Vista, Odyssey, Metro, Western Visuals, Video-X-Pix, Command Video, Channel 69, Rainbow, Pink Video, Lethal Hardcore o Vivid.
Joanna Storm fue nominada en dos ocasiones en los Premios AVN en la categoría de Mejor actriz: en 1985 por Firestorm y en 1988 por Crazy with the Heat.
A finales de 1987 decidió retirarse de la industria pornográfica. Regresó al mundo del baile erótico, retomando su faceta como estríper y trabajando nuevamente en clubes a lo largo y ancho de Estados Unidos. En la parcela personal, se casó y tuvo tres hijos. Llegó a trabajar como profesora sustituta en un instituto de Nuevo México, así como asistente y vendedora en una agencia inmobiliaria. En 2009, con 51 años, reapareció en la industria pornográfica, ya reconvertida, por su físico, edad y atributos como una actriz cougar, más mayor que una MILF. Tras unas cuantas grabaciones, se retiró finalmente en 2010. Contando las dos etapas como actriz, Joanna Storm grabó un total de 133 películas.
Algunas películas suyas fueron Ball Busters, Deep Inside Joanna Storm, Ecstasy Girls 2, First Time Lesbians, Great Sexpectations, Hot Dreams, Lesbo Love Park, Nasty Girls, Personal Touch 2, Sexcapades, Throat, Unleashed Lust o Wild Things 2.

## Premios y nominaciones
| Año  | Ceremonia    | Resultado | Premio                               | Trabajo             |
| ---- | ------------ | --------- | ------------------------------------ | ------------------- |
| 1985 | Premios AVN  | Nominada  | Mejor actriz                         | Firestorm           |
| 1985 | Premios XRCO | Nominada  | Mejor escena de sexo lésbica lasciva | Private Teacher     |
| 1985 | Premios XRCO | Nominada  | Mejor escena de sexo grupal          | Great Sexpectations |
| 1988 | Premios AVN  | Nominada  | Mejor actriz                         | Crazy with the Heat |